# 约翰·斯特罗弗
约翰·斯特罗弗（英語：John Strover，1931年2月2日—），英国男子曲棍球运动员。他曾代表英国国家队参加1956年夏季奥林匹克运动会曲棍球比赛，结果队伍获得第四名。